# 北海道道989号豊里歯舞線
北海道道989号豊里歯舞線（ほっかいどうどう989ごう とよさとはぼまいせん）は、北海道根室市内を結ぶ一般道道（北海道道）である。

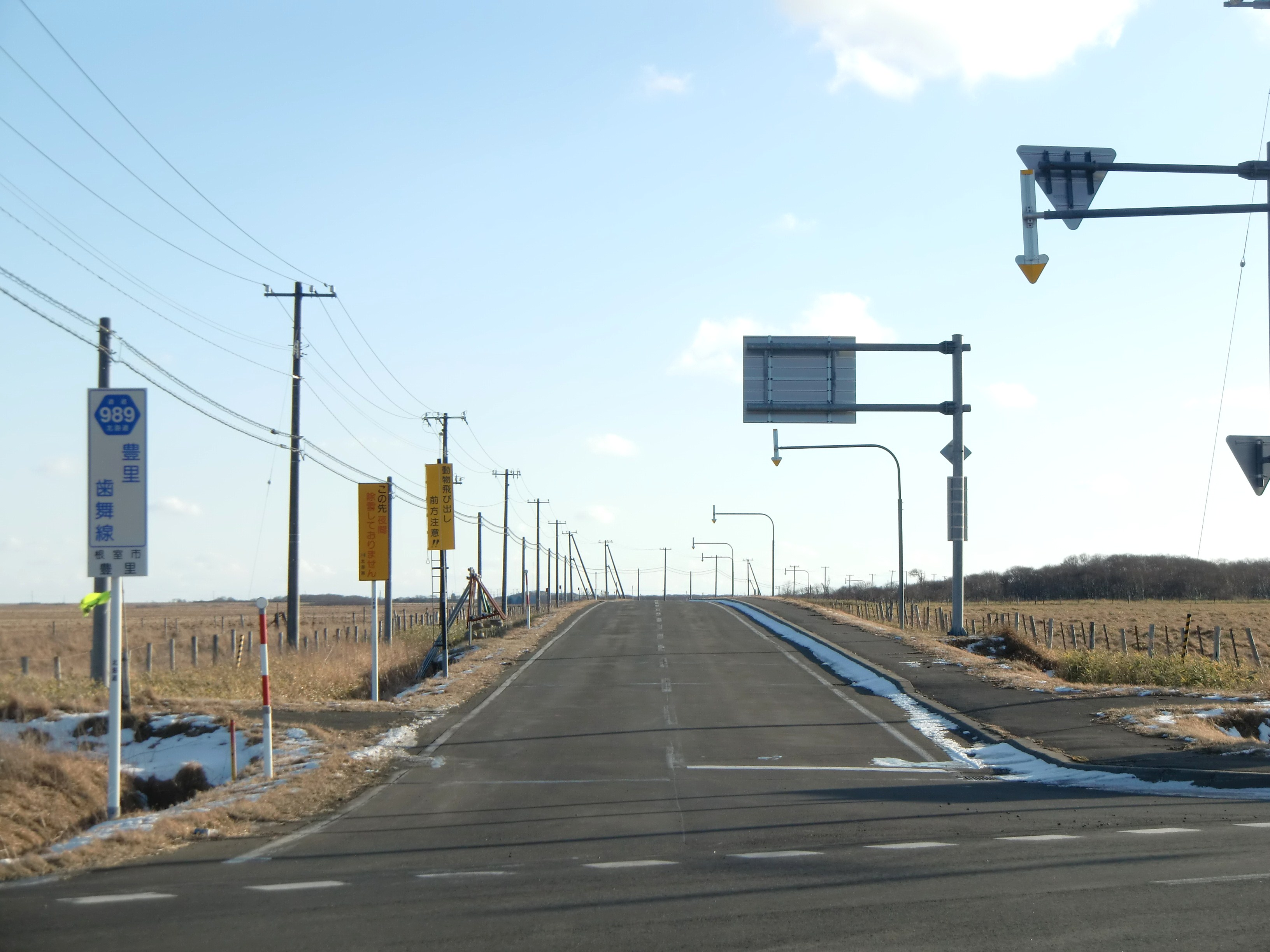
豊里歯舞線起点（2011年1月）

## 概要

### 路線データ
- 起点：北海道根室市豊里（北海道道35号根室半島線交点）
- 終点：北海道根室市歯舞3丁目（北海道道35号根室半島線交点）
- 総延長：5.079 km
- 実延長：5.061 km
- 重用延長：0.018 km

### 道路管理者
- 釧路総合振興局 釧路建設管理部 根室出張所

## 歴史
- 1980年（昭和55年）3月31日 - 路線認定[1]。

## 地理

### 通過する自治体
- 根室振興局
  - 根室市

### 交差する道路
根室市
- 北海道道35号根室半島線 - 豊里（起点）、歯舞3丁目（終点）